# Hallare, Nanjangud
Hallare là một làng thuộc tehsil Nanjangud, huyện Mysore, bang Karnataka, Ấn Độ.